# Isabella Gomez

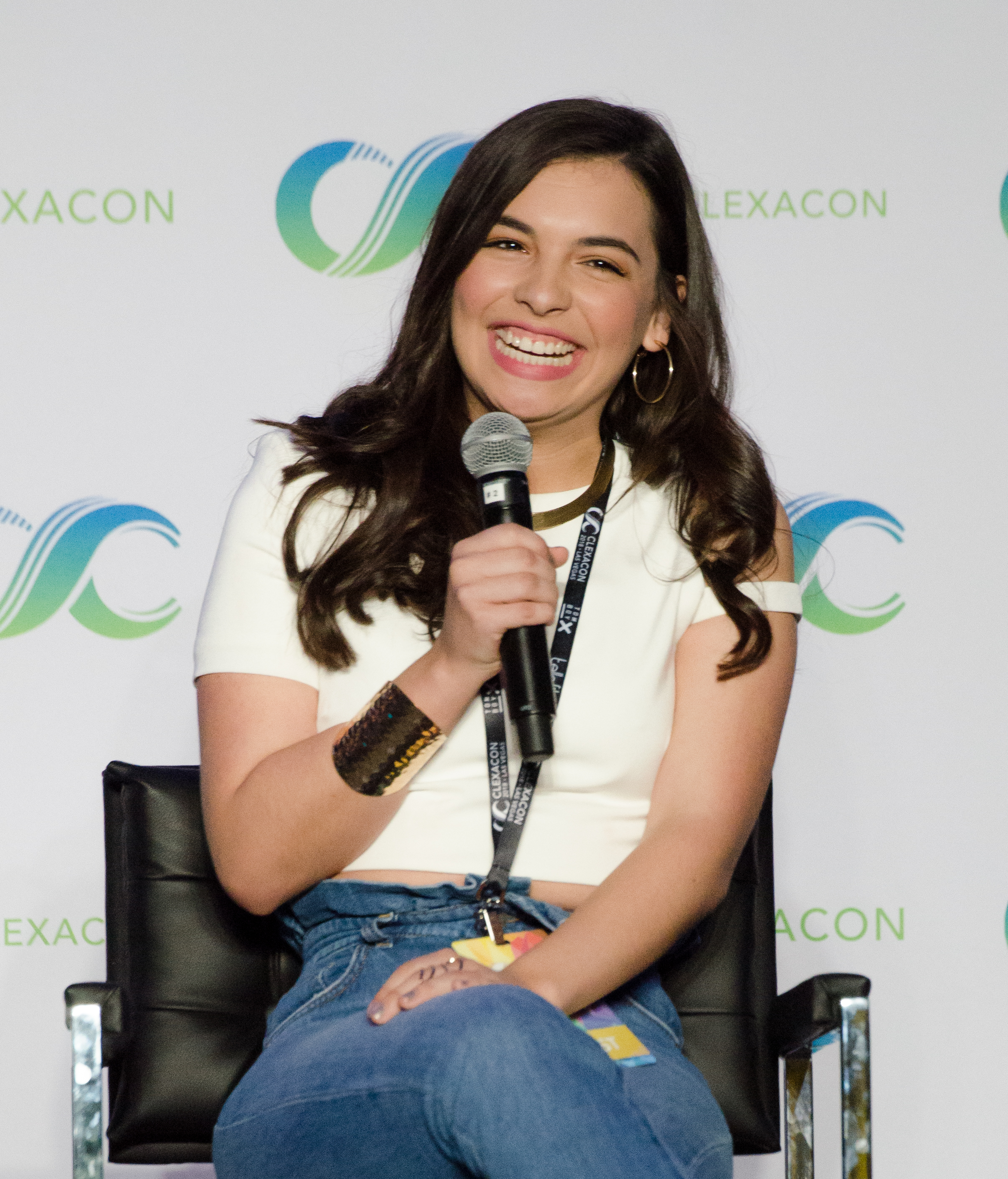
Isabella Gomez (2018)

Isabella Gomez (* 9. Februar 1998 in Medellín) ist eine kolumbianische Schauspielerin. Ihren Durchbruch hatte sie mit der Sitcom One Day at a Time, einer Eigenproduktion von Netflix aus dem Jahr 2017, in der sie eine der Hauptrollen übernahm. 

## Leben
Gomez wurde 1998 in Medellín, Kolumbien als Einzelkind geboren. Ihr Vater ist Anwalt. Im Alter von zehn Jahren zog sie mit ihrer Familie nach Orlando, Florida, wo sie Englisch lernte und mit einem Sprachtrainer ihren Akzent verringerte.

## Karriere
Bereits im Alter von fünf Jahren begann Gomez ihre Karriere in Werbespots in Kolumbien. Nach ihrem Umzug nach Florida setzte sie ihre Karriere in Werbespots zunächst fort. 2014 bekam sie schließlich eine Rolle in der Serie Matador, der fortlaufendes Pendeln zwischen Orlando und Los Angeles erforderte, bis ihre Eltern 2015 schließlich nach Los Angeles umzogen. Dort gelang es ihr einen Gastauftritt in der Erfolgscomedy Modern Family zu ergattern. Von 2017 bis 2020  spielte sie eine der Hauptrollen in der Serie One Day at a Time.

## Filmografie
- 2014: Matador (Fernsehserie, 7 Folgen)
- 2016: Modern Family (Fernsehserie, Folge 7x18)
- 2017–2020: One Day at a Time (Fernsehserie, 46 Folgen)
- 2019: Star gegen die Mächte des Bösen (Star vs. the Forces of Evil, Fernsehserie, Folge 4x16, Stimme)
- 2019: Cinderella Story: Ein Weihnachtswunsch (A Cinderella Story: Christmas Wish)
- 2019–2020: Baymax – Robowabohu in Serie (Big Hero 6: The Series, Fernsehserie, 6 Folgen, Stimme)
- 2020: Slayed – Wer stirbt als nächstes? (Initiation)
- 2021: Head of the Class (Fernsehserie, 10 Folgen)
- 2022: Aristoteles und Dante entdecken die Geheimnisse des Universums (Aristotle and Dante Discover the Secrets of the Universe)
- 2022–2023: Die Goldbergs (The Goldbergs, Fernsehserie, 8 Folgen)
- 2023: Royal Rendezvous
- 2023: With Love (Fernsehserie, Folge 2x06)
- 2024–2025: Marvel’s Moon Girl and Devil Dinosaur (4 Folgen, Stimme von Cecilia)

## Trivia
- Gomez besitzt noch immer die kolumbianische Staatsbürgerschaft[7]
- Trotz ihrer kolumbianischen Herkunft hatte sie nie eine Quinceañera[8]